# Сер Річард Кокс

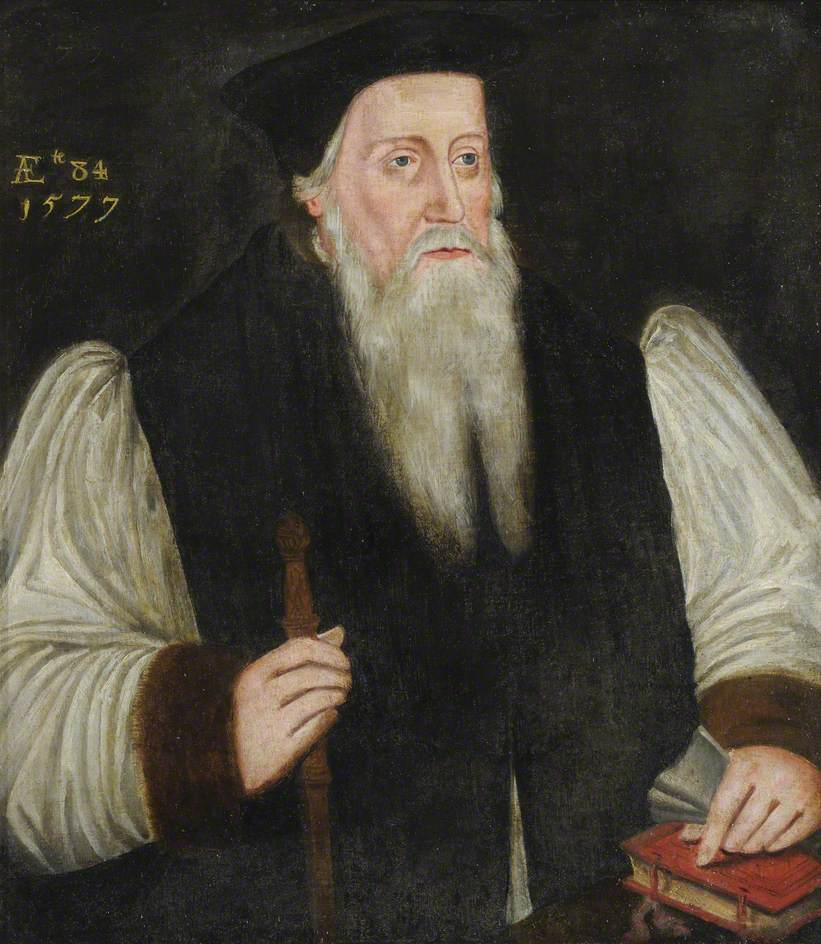
Прапрадід Річарда Кокса — теж Річард Кокс (1500—1581) — єпископ Елі.

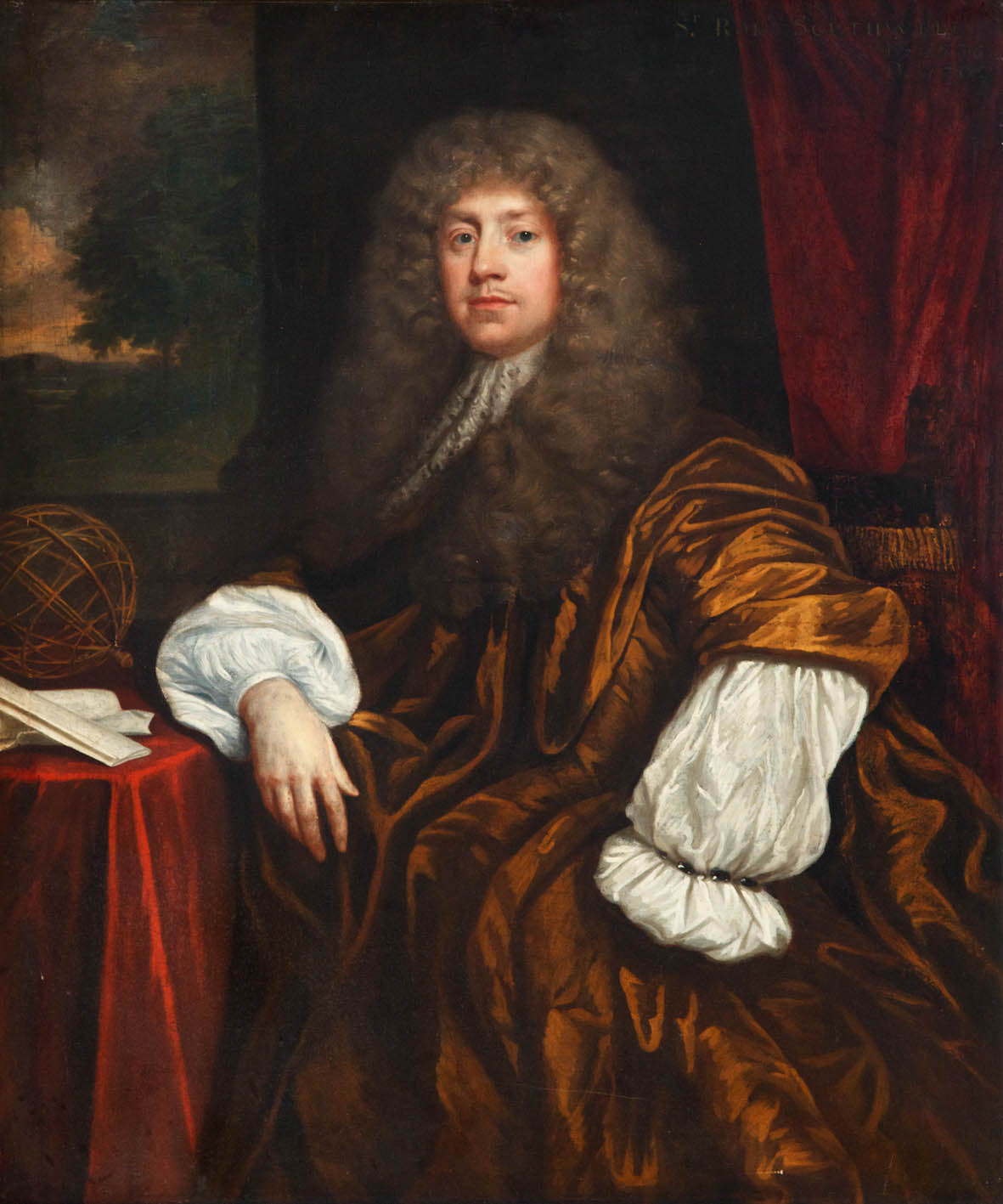
Роберт Саутвелл (1635—1702) — дипломат.

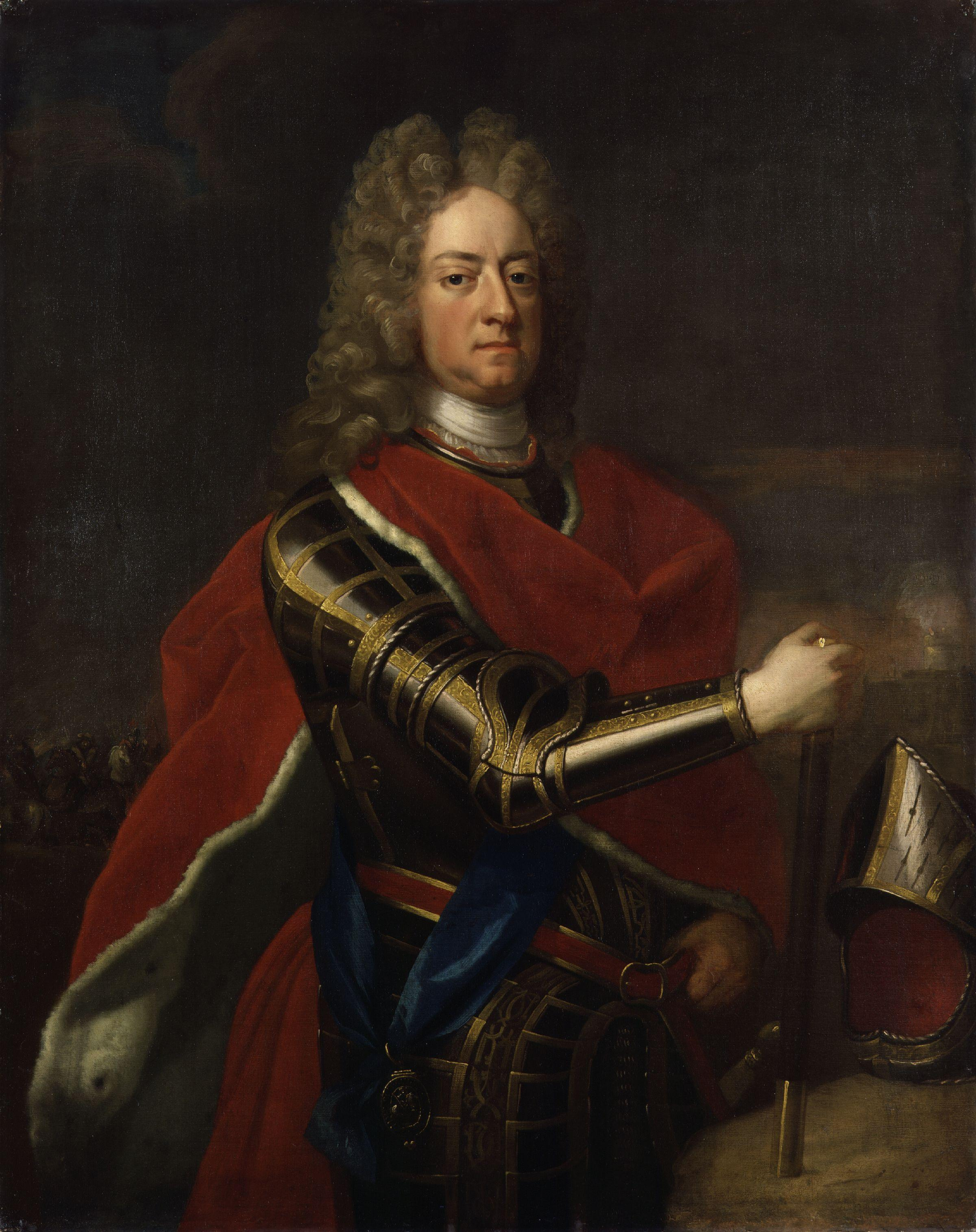
Джеймс Батлер (1665—1745) — ІІ герцог Ормонд.

Сер Річард Кокс (англ. Sir Richard Cox, 25 березня 1650 — 3 травня 1733) — І баронет Кокс — відомий ірландський юрист, суддя, політик, письменник, історик, спікер Палати лордів парламенту Ірландії. Він обіймав посаду головного судді Загальних клопотань суду Ірландії з 1701 по 1703 рік, посаду лорда-канцлера Ірландії з 1703 по 1707 рік, лорд-судді королівської лави Ірландії з 1711 по 1714 рік.

## Життєпис

### Походження і ранні роки
Річард Кокс народився в Бандоні, графство Корк, Ірландія. Він був праправнуком Річарда Кокса (помер у 1581 році), єпископа Елі з 1559 по 1581 рік і канцлера Оксфорда з 1547 по 1552 рік. Його родина прибула в Ірландію з Вілтшира приблизно в 1600 році і була позбавлена власності під час Ірландського повстання 1641 року. Його батьком був капітан Річард Кокс II (1610—1651), а матір'ю — Кетрін Берд, донька Волтера Берда та вдова капітана Томаса Баттена. Вона народилася в Клонакілті, графство Корк, Ірландія, і померла в 1651 або в 1652 році, ймовірно, в Бандоні. Зазвичай кажуть, що її смерть була спричинена сумом за її другим чоловіком, який був убитий капітаном Нортоном у 1651 році за нез'ясованих обставин. Таким чином Річард залишився сиротою у віці трьох років і виховувався бабусею і дідусем по материнській лінії та дядьком Джоном Бердом у графстві Корк. Він пішов до школи в Клонакілті, а потім, за його власними словами, провів «три роки бездіяльності». Успадкувавши від діда невеликий маєток. Він поїхав до Англії вивчати право.

### Кар'єра
У 1673 році він здобув юридичну освіту в школі «Грейс Інн», Лондон. У 1674 році, мабуть, за порадою свого дядька Джона, він необачно одружився з Мері Борн, дівчиною п'ятнадцяти років, родина якої, як він пізніше стверджував, грубо надурила його щодо розміру її приданого. Незважаючи на те, що сам по собі шлюб був досить щасливим, він гірко посварився зі своєю тещею через придане, на деякий час виїхав на село, а потім вирішив розбагатіти працюючи в юридичній сфері. Він створив прибуткову юридичну фірму, був призначений судовим реєстратором Клонакілті та судовим реєстратором Кінсейлу та придбав маєток у Клонакілті приблизно в 1687 році. Але він втратив свої прибутки після вступу на престол короля Англії, Шотландії та Ірландії Якова II. Він переїхав до Брістоля, де працював адвокатом. Там він познайомився з дипломатом ірландського походження сером Робертом Саутвеллом, що пізніше став державним секретарем Ірландії. Саутвелл познайомив його з герцогом Ормондським, який згодом став його покровителем.

### Політик та юрист
Річард Кокс повернувся до Ірландії, взяв участь у вільямітських (якобітських) війнах на стороні нового короля Вільгельма ІІІ Оранського та воював у битві біля річки Бойн в 1690 році. Після перемоги Вільяма ІІІ Оранського на річці Бойн Річард Кокс склав Декларацію Фінгласа, пропонуючи повний захист (фактично помилування) усім якобітам, які склали зброю до 1 серпня 1690 року (пізніше продовжено до 25 серпня), окрім тих, кого описують як «відчайдушних лідерів повстання». Король високо оцінив написання Річардом Коксом Декларації, сказавши, що йому не потрібно навіть було змінювати жодного слова. 5 листопада 1692 року він був посвячений у лицарі королем Вільямом ІІІ Оранським, що дуже поважав його, а потім дарував йому титул баронета 21 листопада 1706 року. У 1690 році він був призначений на посаду судді графства Вотерфорд та другим суддею Суду загальних справ Ірландії. Згодом він був призначений військовим губернатором графства Корк в 1691 році і став радником Таємної ради Ірландії в 1692 році прийнявши відповідну присягу. Він схвалив Лімерікський договір, що пропонував щедрі умови переможеним якобітам. Коли стало зрозуміло, що уряд не дотримуватиметься умов Договору, Річард Кокс засудив це як зловживання довірою, і в результаті деякий час був у політичній опалі, будучи звільненим з Таємної ради Ірландії в 1695 році. Це було лише тимчасовою невдачею в кар'єрі: він став головним суддею спільної судової палати Ірландії в 1701 році і того ж року був повторно призначений радником до Таємної ради Ірландії.
Хоча він стверджував, що за простою справедливістю католики та якобіти повинні отримати те, що їм було обіцяно за Лімерікським договором, Кокс не був другом римо-католиків та ірландських повстанців. Він повністю підтримував неухильне дотримання та, власне, розширення кримінальних законів, і як лорд-канцлер, він спостерігав за прийняттям Акту про папство 1703 року, який загалом сприймався як спроба повністю знищити католицьких землевласників. Він отримав посади лорд-канцлера Ірландії в 1703 році, а потім лорд-судді королівської лави і був на цій посаді з 1711 по 1714 рік після того, як був звільнений у 1707 році за його опозицію до запропонованого скасування сакраментального тесту для релігійних інакомислячих у тому році. Він уникнув імпічменту, коли його великий покровитель герцог Ормонд у 1715 році перейшов на бік якобітів. Він не був засуджений в англійсих володіннях і зміг втекти до Франції тільки через відсутність доказів.

### Письменник та історик
Річард Кокс був автором ранньої історії Ірландії. Книга написана новоанглійською мовою. «Hibernia Anglicana» або «Історія Ірландії» (1689—1690) була названа «банальною» Оксфордським словником національної біографії, нібито є першою хронологічною історією Ірландії, в якій нехтувались міфічні і напівлегендарні королі Ірландії, відкидались «безглузді історії про Фірболгів і Туата-де-Данан». Коли Аод Вуй Мак Круітін (ірл. — Aodh Buí Mac Cruitín) — спадковий поет клану О'Браєн з Томонда, представник гельських літераторів, у передмові до «Короткої промови на захист давнини Ірландії», опублікованої в 1717 році, спростував деякі твердження, зроблені в «Історії Ірландії», Річард Кокс ув'язнив його в тюрмі Нью-Гейт на один рік.

### Останні роки
Після завершення своєї юридичної та політичної кар'єри Річард Кокс відійшов від справ і прожив 20 років на пенсії до своєї смерті від апоплексичного удару у Великому залі Королівської лікарні в Кілмейнхемі. У свої останні роки він поклав багато зусиль для благоустрою міста Данменвей: він отримав королівську грамоту на проведення ярмарків і базарних днів у місті та багато зробив для заохочення місцевої льонарної промисловості. Значною мірою завдяки його зусиллям на момент його смерті Данменвей був процвітаючим маленьким містечком з приблизно 600 жителями.

### Родина
Річард Кокс був одружений з Мері Борн — дочкою Джона Борна. Шлюб відбувся 26 лютого 1674 року. Мері Борн народилася в 1658 році в графстві Корк, Ірландія, і померла 1 червня 1715 року. Річард Кокс хвалив її як дуже хорошу дружину, відверто визнаючи, що він, можливо, не одружився б з нею, якби знав, яке маленьке придане йому дадуть (це стало причиною гострої сімейної сварки). У них було багато дітей: сам Кокс згадує двадцять одного, хоча з упевненістю можна навести лише п'ятнадцять, деякі з яких померли в дитинстві. З тих (ймовірно семеро, двоє синів і п'ять дочок), які досягли повноліття, старший син, також Річард, помер раніше свого батька. Молодший син, Майкл, був архієпископом Кашеля з 1754 по 1779 рік і побудував чудовий особняк Кастлтаун-Кокс, який існує досі. Старша дочка Емі вийшла заміж за сера Вільяма Менсела — VII баронет Менсел у 1700 році, і мала п'ятеро дітей, у тому числі сера Річарда Менсела — VIII баронета Менсел. Її сестра Мері вийшла заміж за Артура Ріггса в 1701 році. Після його смерті вона вдруге вийшла заміж за преподобного Ніколаса Сколфілда — вікарія Дрінаха. Листи Кокса яскраво свідчать про живу та яскраву особистість: він вітає поповнення свого численного потомства, описує задоволення від смачної їжі та напоїв, а також свою любов до музики та вишуканого одягу. За характером він був чесним і справедливим і загалом вважався хорошим суддею, хоча його упередження щодо католиків означало, що він не міг бути безстороннім у справах, які стосувалися питаннь релігії. Кокс помер від апоплексичного удару 3 травня 1733 року. Його онук сер Річард Кокс, ІІ баронет Кокс (1702—1766) успадкував титул і маєтки.